# Ісмаїл Ґаспринський
Ісмаї́л Ґаспри́нський, також Ісмаї́л-бей Ґаспрали́ (крим. İsmail Gaspralı, اسماعيل گسپرالى); 8 (20) березня 1851, село Улу-Сала, Таврійська губернія, Російська імперія — 11 вересня (24 вересня) 1914, Бахчисарай Російська імперія) — кримськотатарський та тюркський просвітитель, письменник, педагог, культурний та громадсько-політичний діяч. Засновник джадидизму. Був відомий як пропагандист сучасних ідей серед кримських татар та загалом тюрко-мусульманського світу, модернізатор їхньої традиційної ісламської культури.

## Прізвище
Багато хто вважає «правильним» використовувати форму «Ґаспирали», «Ґаспрали» тощо. За життя самого Ісмаїла Ґаспринського жодного архівного, або його друкованого видання з такими, або подібними, формами прізвища віднайти не вдалося. Усе життя він користувався формою, яку зареєструвало при отриманні його батьком шляхетства Таврійське дворянське депутатське зібрання — «Ґаспринський».
Ось що писав про цю проблему він сам: рос. В Тюмени у важного местного капиталиста было собрание гостей и между прочим речь коснулась «Переводчика». Почтенные тобольцы были приведены в недоумение и некоторое сомнение по части благонадежности в правоверии г‹осподина› редактора ввиду того темного обстоятельства, что его зовут «Исмаилом» т‹о› е‹сть› именем несомненно мусульманским, но фамилия его «Гаспринский» звучит далеко не по мусульмански! Было высказано несколько соображений и предположений, довольно глубокомысленных… Но для надлежащего разъяснения этого «важного вопроса» мы взяли разрешение г‹осподина› редактора, а потому слушайте: предки нашего редактора были жителями дер‹евни› Гаспра в Крыму. Поэтому по-крымски их прозывали «Гаспрали»; а по-сибирски «Гаспранкы»; по-саратовски следовало бы прозывать «Гаспралык», а по-русски их прозвали «Гаспринский», хотя можно бы прозвать и «Гаспров».

## Життєпис

### Походження
Народився у селі Улу-Сала Ялтинського повіту Таврійської губернії у родині офіцера російської служби Мустафи Алі оглу Ґаспринського. Мати — Фатма-Султан Темір-Ґази кизи (до шлюбу Кантакузова). 
Його дідом був мулла Алі Ґаспринський, що був колезьким реєстратором, завдяки чому мав право на спадкове дворянство. Володів земельними ділянсками Варжибакча і Оранбакча поблизу Ґаспри і Дарсана. Залишив синові Мустафі Алі борг у 325 руб. сріблом. Батько Мустафа Алі оглу з 1839 року служив у канцелярії Новоросійського і Бессарабського генерал-губернатора спочатку перекладачем з кримськотатарської мови, потім був у складі Чорноморської берегової лінії, за звитягу у боях з черкесами 1840 року стає прапорщиком, 1842 року призначається офіцером для особих доручень при генерал-губернаторі М.С.Воронцові, 1847 року отримує звання підпоручника за бої проти чеченців. 1853 року вийшов у відставку у званні поручника. На той час мав у володіння 12,5 дес біля Ялти, з яких у посаг за дружиною отримав 1 дес. і 365 сягів й виноградний сад біля Алушти. За клопотанням Мустафи 19 квітня 1854 року його разом з родиною було затверджено у спадковому дворянському стані. За часів Східної (Кримської) війни родина переїхала до Бахчисараю, де у 1870-х роках Мустафа став викладати в Ханському медресе. 
Ісмаїл Ґаспринський мав зведеного старшого брата Алі (нар. 1845) і молодшу сестру Ідае (нар. 1853)

### Освіта

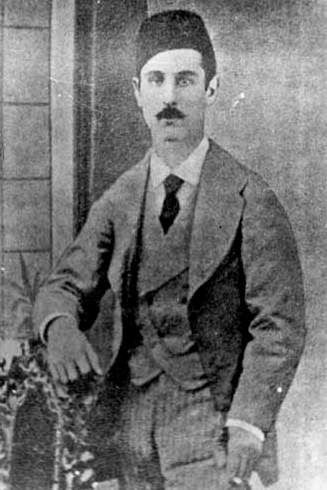
1872 рік

Першу освіту Ісмаїл Ґаспринський отримав вдома та у початковій етно-конфесійній школі (мектебе). Продовжив своє навчання у Сімферопольській казенній чоловічій гімназії (1861—1862), у воронезькому військовому навчальному закладі, а потім у 2 Московській військовій гімназії. Не закінчивши навчання, він повернувся до Криму, де склав відповідні іспити й став вчителем початкової міської школи.
З 1871 перебував у Франції. У 1874—1875 мешкав в Османській імперії. Закордонні подорожі вплинули на формування світогляду Ісмаїла Ґаспринського. Після навчання в Російській імперії та мандрів Європою в нього почала формуватися думка про нагальну необхідність термінових реформ духовного життя мусульман, які базувалися б на поєднанні досягнень науково-технічного прогресу християнських та збереженні оновлених релігійних принципів ісламських народів. Враження від мандрів стали основою сюжетів майбутніх художніх творів Ґаспринського.

### Служба в міському самоврядуванні
Після повернення обрано гласним (депутатом) Бахчисарайської міської Думи, а з 13.02.1879 по 05.03.1884 очолював органи місцевого самоврядування на посаді міського голови. Під час цієї роботи провів кілька масштабних реформ. Наприклад, йому вдалося майже втричі збільшити бюджет міста й розпочати суттєві перетворення в міському господарстві. Залишаючись у межах чинної юридичної бази, він домігся від МВС Російської імперії підвищення квоти представництва бахчисарайських мусульман у органах міського самоврядування, яке було обмежено чинними державними законами. Ісмаїл Ґаспринський піклувався про санітарний стан та розвиток народної освіти в Бахчисараї тощо.

### Видавнича діяльність

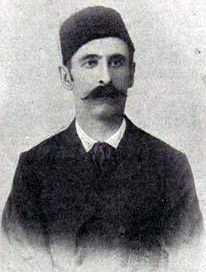
Ісмаїл Ґаспринський

З 1879 розпочав неодноразові спроби створити власне видавництво для потреб одновірців Російської імперії. Відомі його пропозиції організувати випуск періодичних видань кримськотатарською мовою «Файдали еґлєнджє» (1879—1880), «Закон» (1881) тощо.
Після тривалої боротьби, з 10.04.1883 почав видавати та редагувати першу національну газету кримськотатарською та російською мовами під назвою «Переводчик-Терджиман». У досить складних умовах видавництво розвивалося й намагалося стежити за новинками поліграфічної справи. Видання друкарні із провінційного міста Бахчисарая вигравало в конкурентній боротьбі з потужними поліграфічними підприємствами Великої Британії на Східному ринку розповсюдження Коранів різного формату. Газета «Терджиман» довгий час була єдиним тюркомовним періодичним виданням у Російській імперії, а на початок XX ст. найстарішою мусульманською газетою у світі. Газета «Терджиман» проіснувала майже 35 років і була закрита 23 лютого 1918 р.
Через газету його ідеї розповсюджувалися в багатьох країнах. Це насамперед стосується Росії (Татарстан, Башкортостан, Північний Кавказ, Сибір тощо), Білорусі, Казахстану, Киргизстану, Узбекистану, Туркменістану, Таджикистану, Азербайджану. Крім того, «Терджиман» був досить відомим в Ірані, Китаї, Хівинському ханстві, Бухарському еміраті, Єгипті, Болгарії, Франції, Швейцарії, Сполучених Штатах. Він вважав, що його газета популярніша серед іноземців, ніж серед співвітчизників.
Газета «Терджиман» була відомим джерелом неупередженої інформації про стан тюрко-мусульманських народів на теренах Російської імперії для вчених, просвітян, духівництва, промисловців, підприємців країн Європи та Азії. Матеріалами видання Ісмаїла Ґаспринського користувалася преса мусульманських країн: «Ікдам», «Сєбах», «Гайрет», «Ватан», «Діккат», «Хідмєт», «Агонк», «Заман», «Каїр», «Ніл», «Ахтєр», «Наасурі».
На шпальтах газети «Терджиман» викристалізувався талант Ґаспринського — редактора, публіциста, письменника. Видавець найпотужнішого кримськотатарського видавництва, він підтримував національний творчий потенціал, що народжувався. Серед талановитої молоді, яка співпрацювала у редакції та видавництві «Терджиману» треба відзначити найвідоміших діячів кримськотатарської культури та просвіти, таких як Осман Акчокракли, Мємєт Нузєт, Якуп Шакір-Алі, Усеїн Шаміль Тохтарґази, Аблякім Ільмій, Асан Сабрі Айвазов, Ісмаїл Лятифзаде, Сеїт Абдулла Озенбашли та ін.

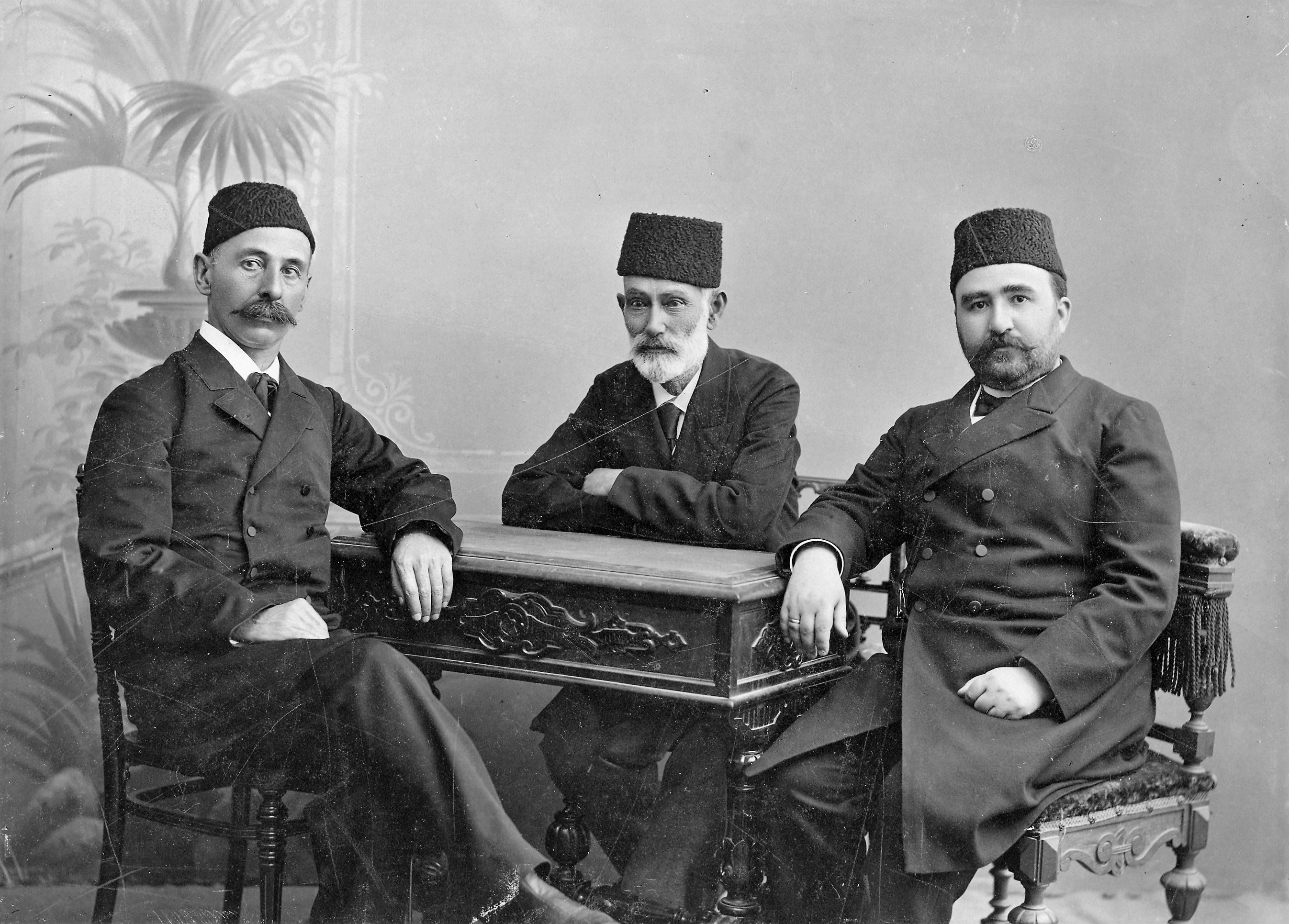
Ісмаїл Ґаспринський, Гасан-бек Зардабі та Алімардан-бек Топчибашев. Баку, 1894 рік

У 1886 році налагодив видання рекламного додатку до газети «Терджиман» під назвою «Листок объявлений».
Наприкінці 1905 почав видавати перший кримськотатарський часопис для жіноцтва «Алєм-і нісван» («Жіночій світ»). Це була третя спроба (перші дві невдалі він спробував втілити у 1887 — журнал «Тербіє» («Виховання»), а у 1891 — додаток до газети «Терджиман» — «Кадин» («Жінка»).
Взимку 1906 домігся дозволу на видання першого гумористичного часопису рідною мовою під назвою «Ха-ха-ха». Пізніше він створив новий тижневик — друкований орган мусульманської фракції Державної Думи Російської імперії газету «Міллєт» («Народ»).
У 1907—1908 у Єгипетському хедиваті випустив кілька накладів арабомовної газети «Аль Нахда» («Відродження»).
За успішну видавничу діяльність він не одноразово відзначався на державних поліграфічних виставках.
20-річний ювілей «Терджимана» в 1903 році перетворився на загальнонаціональний форум, який закріпив за Гаспринським статус «батька нації».
У 1908 до 25-річного ювілею «Терджиману» у казанському видавництві І. Харитонова був виготовлений іменний типографський шрифт на честь Ісмаїла Гаспринського.

### Просвітницька діяльність
З ім'ям Ісмаїла Гаспринського пов'язано заснування та розвиток просвітницького руху народів ісламського Сходу — джадидизм (новий, звуковий спосіб навчання грамоті, у широкому розумінні — оновлення). Він радикально змінив сутність та структуру початкової освіти в багатьох мусульманських країнах. Навчанню кримськотатарських дітей було надано більш світського характеру. Ісмаїлом Гаспринським були розроблені основи реформування традиційної мусульманської етно-конфесійної системи народної просвіти. Його «нові методи навчання» з успіхом застосовувалися не тільки в Криму, а й у Татарстані, Казахстані, Башкортостані, Таджикистані, Туркменістані, Узбекистані, Азербайджані, Туреччині, Північній Персії та в Китайському Туркестані.
Ним була написана та видана серія навчальних посібників для національних новометодних шкіл. Найвідомішим серед них став підручник «Ходжа і суб'ян» («Вчитель дітей»), який вийшов друком у 4-х випусках. Вчителі новометодних шкіл, духовним проводирем та лідером яких був І. Ґаспринський, стали пропагандистами його прогресивних ідей для широких верств мусульманського населення. Тисячі джадидистських мектебе перетворилися на форпости реформування та оновлення всього духовного життя, повсякденного побуту багатьох тюркських народів Російської імперії межі XIX — XX ст. Багато з них добивалися присвоєння їм імені І. Ґаспринського.

#### Джадидизм
Ісмаїл Ґаспринський — організатор просвітницького руху, відомого, як джадидизм. Назва походить від словосполучення «усуль джедід» («новий метод» навчання). При новому методі навчання грамоті застосовувався «усуль саутія» («звуковий метод»), коли окремій літері відповідали конкретні звуки. У ширшому розумінні джадидизм був громадсько-просвітянським рухом. Основні напрямки джадидизму: реформування та розповсюдження освіти; створення та розвиток національного друку; вирішення жіночого питання відповідно до розвитку сучасної цивілізації; створення єдиної тюркської мови, чи принаймні прийняття єдиної класичної; заснування політичних організацій; створення меценатських і філантропських структур; зміцнення суспільних, культурних та економічних зв'язків між тюркськими народами; виховання прошарку національної інтелігенції; загальна модернізація мусульманського способу життя; налагодження співпраці з урядом держави, представниками культури, освіти, мистецтва тощо.
З 1887 був членом науково-краєзнавчої організації Криму — Таврійської губернської вченої архівної комісії.

### Громадська діяльність
У 1905 він та його однодумці створили мусульманську ліберальну організацію «Іттіфак ель Муслімі» («Союз мусульман»). Був членом ЦК та безпосередньо очолив Кримське відділення «Іттіфак ель муслімін». Восени 1905 він та очолюване ним відділення організації перейшли на позиції «Союза 17 октября». Брав активну участь у всіх трьох з'їздах «Іттіфак ель муслімін» та головував на І установчому форумі. Серед кримськотатарських політичних однодумців І. Ґаспринського треба зазначити відомих суспільних діячів, таких як Мустафа Кіпчакський, Асан Сабрі Айвазов, Абдурахман Мємєт оглу, Асан Тарпієв, Сулейман Кримтаєв, Абдурєшит Мєдієв, Рустам Ахундов, Ґурзуф Ібрагім, Алі Булгаков, Аббас Корбєк, Ісмаїл та Амєт Муфтізаде.
Стояв біля витоків Всеросійської професійної спілки поліграфічних працівників. Він розповсюджував ідеї організації численних регіональних «Громад сприяння бідним мусульманам», «Бібліотечних спілок» й брав активну участь у роботі багатьох з них.
У 1907 запропонував скликати у Каїрі Всесвітній Мусульманський Конгрес, який мав об'єднати прогресивні сили Сходу на шляху реформування та перетворень. Він мав розглянути оптимальні напрямки розвитку просвіти, культури та питання економічного підйому народів, які сповідували іслам.

## Світогляд
Світогляд Ґаспринського базувався на ідеях ліберальної ідеології, прогресивного розвитку суспільства, дружби слов'янських та тюркських народів, конфесійної терпимости та співпраці християн й мусульман, неприйняття вимог соціалістичних угрупувань. Ідеї І. Ґаспринського надихали багатьох мислителів Сходу. Його погляди за значущістю стоять на рівні з ідеями видатних ісламських філософів та просвітників Джамалютдіна аль Афгані, Шигабутдіна Марджані, Мухаммеда Абдо, Гасанбека Меліка Задарбі, Махмудходжи Бехбуді та ін.

## Творчість
Був визнаним класиком й автором кількох художніх творів: роман «Листи молли Аббаса Франсові», розгорнутим варіантом якого є утопічна повість «Дар уль Рахат мусульманлари»; дистопічна повість «Африканські листи»; історичне оповідання «Арслан-киз» або «Дівчина-левиця»; містична новела — «Горе Сходу»; політичні есе «Русское мусульманство», «Русско-восточное соглашение» тощо. Він став засновником багатьох літературних та публіцистичних жанрів не тільки у кримських татар, а й серед інших тюркомовних народів.

## Нагороди
За багаторічну й плідну просвітянську та громадську діяльність Ґаспринського нагороджено кількома орденами й медаллю. Серед них треба зазначити: бухарський «Золотий орден Зірки, що Сходить» (III ступеня) — 1893 р.; орден Меджида (IV ступеня) — 1894 р.; російська «Медаль Санкт-Петербурзького російського імператорського Технічного товариства» (бронзова) — 1897 р.; перський «Лева і Сонця» (IV й III ступенів) останній — у 1904 р. І. Ґаспринський похований на території Зинджерлі медресе у Бахчисараї. Знищену могилу поновлено.
Був номінантом на Нобелівської премії миру (1910), його кандидатуру висунув французький журнал фр. «Revue du monde musulman» за соціально-політичну та культурно-просвітницьку діяльність.

## Нащадки
Діти від першого шлюбу:
- донька Хатідже.

Діти від другого шлюбу з Бібі-Зеґрою (до шлюбу Акчуріна):
- син Абдул-Рефія (Рефат) нар. 17.06.1884 р.—пом. 09.12.1925 р.?
- донька Шефіка нар. 14.10.1886 р.—пом.31.08.1975 р. (у шлюбі Насіпбейлі)
- донька Беґіє-Ханум (Нігяр) нар. 14.02.1896 р.
- син Джевдет-Мансур нар. 01.09.1897 р.
- син Хайдер-Алі нар. 20.09.1898 р.

## Вшанування пам'яті

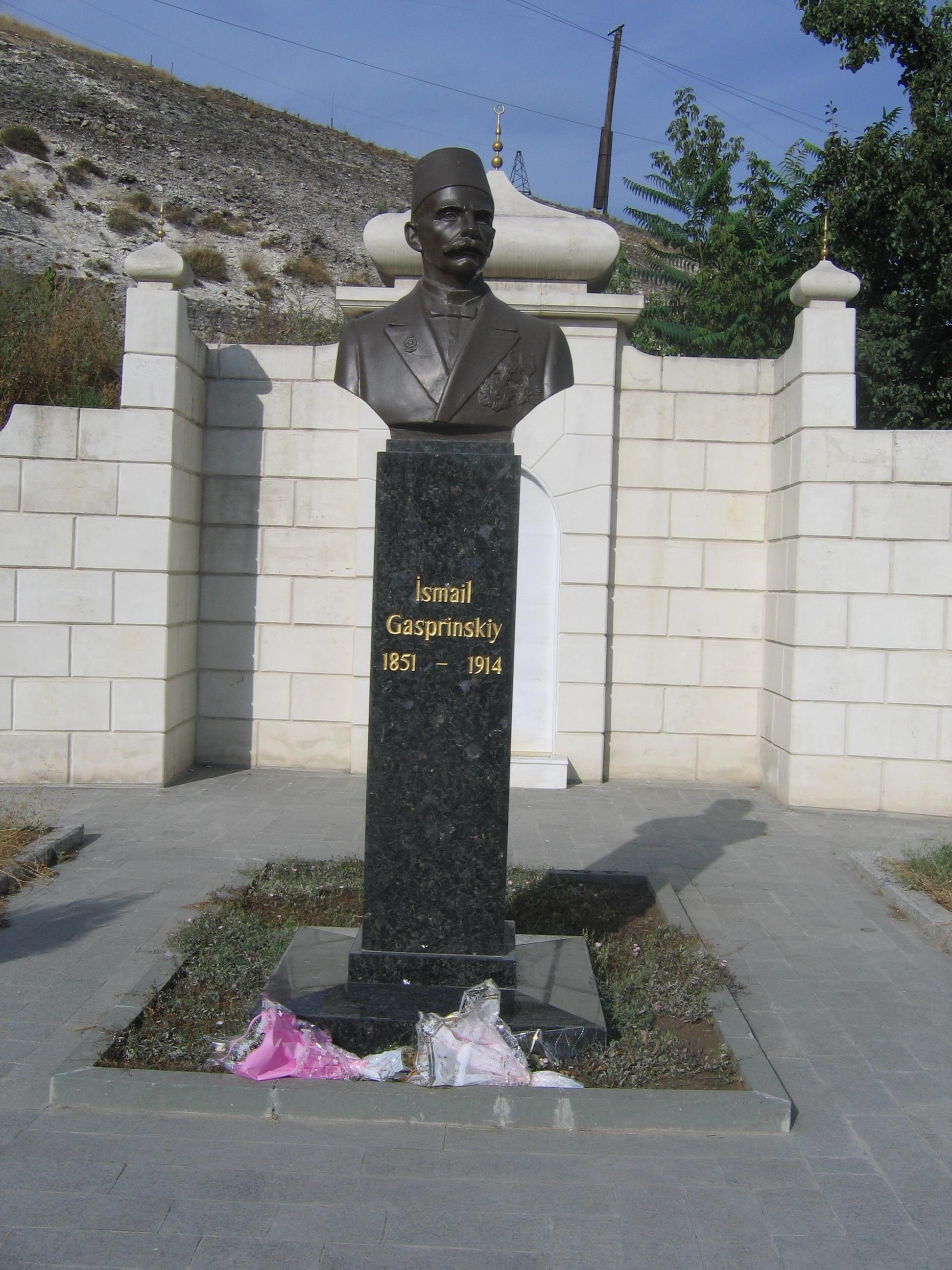
Пам'ятник Ісмаїлу Гаспринському в Бахчисараї

- Пам'ятник Ісмаїлу Гаспринському в Сімферополі.
- Пам'ятник в Бахчисараї.
- Його ім'ям названі Республіканська кримськотатарська бібліотека (Сімферополь), вулиці, школа, міст у Ескішехірі (Туреччина).
- У Бахчисараї працює Меморіальний музей Ісмаїла Гаспринського.
- У Херсоні вулиця названа його ім'ям.
- Кримськотатарська бібліотека імені Ісмаїла Гаспринського
- Вулиця Гаспринського у Сімферополі, Бахчисараї.
- Вулиця Ісмаїла Гаспринського у Києві.
- У Вінниці вулицю Жуковського перейменували на вулицю Ісмаїла Гаспринського (разом з провулком).[8]
- У місті Кривий Ріг вулицю Успенського перейменували на вулицю Ісмаїла Гаспринського.

## Твори
- Гаспринский И. Французские письма. — Симферополь, 2003.
- Гаспринский И. Русское мусульманство. Мысли, заметки и наблюдения. — Симферополь, 1881.
- Гаспринский И. Русско-восточное соглашение. Мысли, заметки и пожелания. — Бахчисарай, 1896.
- І народився день : збірка / Ісмаїл Гаспринський, Номан Челебіджіхан, Осман Акчокракли, Асан Сабрі Айвазов, Дженгіз Дагджи, Юсуф Болат, Шаміль Алядін, Уріє Едемова, Шевкет Рамазанов, Ервін Умеров, Таїр Халілов; пер. Майє Абдулганієва, Надія Гончаренко, Диляра Абібулаєва, Віктор Гуменюк, Данило Кононенко, Петро Коробчук, Шахсніє Дегерменджи, Таміла Сеітяг'яєва, Володимир Даниленко, Лідія Любимова. - Київ : Майстер книг, 2018. - 360 с. - (Кримськотатарська проза українською). - ISBN 9786177652013[9].

## Періодичні видання
- «Переводчик-Терджиман» Бахчисарай (1883—1918).
- «Листок объявлений» Сімферополь (1886).
- «Алємі Нісван» («Жіночий Світ») Бахчисарай (1906 — 1910?).
- «Аль-Нахда» («Відродження») Каїр (1907—1908).
- «Ха-ха-ха» Бахчисарай (1906-?).
- «Міллєт» Бахчисарай (1906).